# La corona partida
La corona partida é um filme espanhol do género drama histórico, realizado por Jordi Frades, escrito por José Luis Martín e protagonizado por Irene Escolar, Raúl Mérida, Rodolfo Sancho e José Coronado. É a sequela da série de televisão Isabel e a prequela da série televisiva Carlos, rey emperador. Estreou-se em Espanha a 19 de fevereiro de 2016.

## Elenco
- Rodolfo Sancho como Fernando II de Aragão
- Irene Escolar como Joana de Castela
- Raúl Mérida como Filipe I de Castela
- Eusebio Poncela como Francisco Jiménez de Cisneros
- Ramón Madaula como Gonzalo Chacón
- Jordi Díaz como Andrés Cabrera
- Fernando Guillén Cuervo como Gutierre Gómez de Fuensalida
- Úrsula Corberó como Margarida de Áustria, duquesa de Saboia
- Silvia Alonso como Germana de Foix
- José Coronado como Maximiliano I do Sacro Império Romano-Germânico
- Pedro Mari Sánchez como duque de Nájera
- Ramón Barea como duque de Alba
- Fernando Cayo como Guillermo de Veyré
- Jacobo Dicenta como Juan Belmonte
- Jesús Noguero como duque de Benavente
- Ainhoa Santamaria como Beatriz de Bobadilla
- Michelle Jenner como Isabel I de Castela
- Carolina Lapausa como Joana de Aragão
- Antonio Gil como Condestável de Castela
- Arón Piper como Fernando I do Sacro Império Romano-Germânico
- Moncho Sánchez-Diezma como secretário Córtes
- David Lorente como doutor da Parra
- Martín Castro Peña como monge cartuxo
- Fernando Valdisielo como Arquiduque de Filipe
- Carlota Ferrer como senhora Joana